# Restituto del Valle Ruiz
Restituto del Valle Ruiz (Carrión de los Condes, Palència, 10 de juliol de 1865 - El Escorial, Madrid, 17 de desembre de 1930) va ser un poeta i religiós agustinià espanyol.
Religiós i poeta, fou editor de Costa i Llobera en castellà, que va viure a Mallorca entre els anys 1894 i 1899, destinat a l'escola que l'orde tenia a Palma. Publicà una versió castellana d'El pi de Formentor, una famosa poesia illenca. També va publicar diversos articles a la revista Mallorca Dominical.
Estudiós dels clàssics, estava proper a ideals i inspiració als romàntics, encara que per caràcter i il·lustració es va contenir a les normes artístiques. Com a crític literari va publicar nombrosos articles a la revista agustina La Ciudad de Dios. La seva lírica és de tema religiós i té cura les imatges i el ritme; va ser potser el millor poeta agustí del segle xx. Va escriure Mis canciones (Barcelona, 1908), El Viernes Santo (Madrid, 1893), Mirando al cielo (Barcelona, 1908). En Alma y Corazón (1929) va recollir les seves millors poesies. Va compondre la lletra de nombrosos himnes i cants religiosos catòlics, com l'Himno a Sant Agustín, l'Himno a la Virgen de Covadonga (1918), el Salve, Madre, himne oficial del Congrés Marià Hispano-americà de Sevilla o el conegudíssim Himne dels Adoradors («Cantemos al Amor de los amores», 1911), que va ser himne oficial del XXII Congrés Eucarístic Internacional celebrat a Madrid el 1912, molt famós a Espanya i Amèrica. Va escriure a més una semblança de Ramon Llull (Palma, 1898) i uns Estudios literarios (Barcelona, 1908), en els quals destaca la seva anàlisi i crítica de la poesia de Gustavo Adolfo Bécquer, tot i que també dedica treballs a Gaspar Núñez de Arce i Campoamor. Com orador se li deu una Oración Fúnebre del excmo. sr. d. Antonio Cánovas del Castillo pronunciada en la Iglesia del Hospital, el 26 agosto de 1897, con motivo de los funerales, Palma, Amengual i Muntaner, 1897.